# Catopsis berteroana
Catopsis berteroana är en gräsväxtart som först beskrevs av Schult. och Julius Hermann Schultes, och fick sitt nu gällande namn av Carl Christian Mez. Catopsis berteroana ingår i släktet Catopsis och familjen Bromeliaceae. Inga underarter finns listade i Catalogue of Life.